# أورهون إيني
أورهون إيني (بالتركية: Orhun Ene) مواليد 1 فبراير 1967، هو لاعب كرة سلة تركي سابق.

## الميداليات
| الميدالية | المسابقة                         |
| --------- | -------------------------------- |
| فضية      | بطولة أمم أوروبا لكرة السلة 2001 |

## روابط خارجية
- أورهون إيني على موقع الاتحاد الدولي لكرة السلة (الإنجليزية)
- أورهون إيني على موقع كرة السلة الأوروبية.كوم (الإنجليزية)
- أورهون إيني على موقع بروبوليرز (الإنجليزية)